# Afrikaspiele 2007/Leichtathletik
Bei den Afrikaspielen 2007 in Algier, der Hauptstadt Algeriens, wurden vom 18. bis 22. Juli 46 Wettbewerbe in der Leichtathletik ausgetragen, je 23 für Damen und  Herren.

## Ergebnisse

### Männer

#### 100 m
| Platz | Athlet            | Land | Zeit (s) |
| ----- | ----------------- | ---- | -------- |
| 1     | Olusoji Fasuba    | NGR  | 10,18    |
| 2     | Eric Nkansah      | GHA  | 10,35    |
| 3     | Uchenna Emedolu   | NGR  | 10,37    |
| 4     | Idrissa Sanou     | BFA  | 10,39 SB |
| 5     | Snyman Prinsloo   | RSA  | 10,39    |
| 6     | Éric Pacôme N’Dri | CIV  | 10,46    |
| 7     | Isaac Uche        | NGR  | 10,53    |
| 8     | Harry Adu-Mfum    | GHA  | 10,58    |

Wind: +0,6 m/s
Finale: 19. Juli

#### 200 m
| Platz | Athlet                    | Land | Zeit (s) |
| ----- | ------------------------- | ---- | -------- |
| 1     | Leigh Julius              | RSA  | 20,81    |
| 2     | Seth Amoo                 | GHA  | 20,88    |
| 3     | Obinna Metu               | NGR  | 20,94    |
| 4     | Amr Ibrahim Mostafa Seoud | EGY  | 21,07    |
| 5     | Gibrilla Patu Bangura     | SLE  | 21,08    |
| 6     | Gabriel Mvumvure          | ZIM  | 21,22    |
| 7     | Wilfried Bingangoye       | GAB  | 21,49    |
| 8     | Oumar Loume               | SEN  | 21,77    |

Wind: −0,7 m/s
Finale: 22. Juli

#### 400 m
| Platz | Athlet                  | Land | Zeit (s) |
| ----- | ----------------------- | ---- | -------- |
| 1     | California Molefe       | BOT  | 45,59 SB |
| 2     | Young Talkmore Nyongani | ZIM  | 45,76    |
| 3     | Mathieu Gnanligo        | BEN  | 45,89 NR |
| 4     | James Godday            | NGR  | 46,02    |
| 5     | Bola Lawal              | NGR  | 46,26    |
| 6     | Nagmeldin Ali Abubakr   | SUD  | 46,29    |
| 7     | Gakologelwang Masheto   | BOT  | 46,43    |
| 8     | George Kwoba            | KEN  | 46,45    |

Finale: 20. Juli

#### 800 m
| Platz | Athlet                    | Land | Zeit (min)  |
| ----- | ------------------------- | ---- | ----------- |
| 1     | Abubaker Kaki             | SUD  | 1:45,22 NJR |
| 2     | Mbulaeni Mulaudzi         | RSA  | 1:45,54 SB  |
| 3     | Justus Koech              | KEN  | 1:45,80     |
| 4     | Abdoulaye Wagne           | SEN  | 1:46,12 SB  |
| 5     | Abraham Chepkirwok        | UGA  | 1:46,64     |
| 6     | Nabil Madi                | ALG  | 1:48,12     |
| 7     | Mahamoud Farah            | DJI  | 1:49,24     |
|       | Ismael Kipngetich Kombich | KEN  | DNF         |

Finale: 20. Juli

#### 1500 m
| Platz | Athlet                 | Land | Zeit (min) |
| ----- | ---------------------- | ---- | ---------- |
| 1     | Asbel Kiprop           | KEN  | 3:38,97    |
| 2     | Antar Zerguelaïne      | ALG  | 3:39,04    |
| 3     | Tarek Boukensa         | ALG  | 3:39,18    |
| 4     | Derese Mekonnen        | ETH  | 3:40,01    |
| 5     | Kamel Boulhafane       | ALG  | 3:40,16    |
| 6     | Geoffrey Kipkoech Rono | KEN  | 3:40,25    |
| 7     | Juan van Deventer      | RSA  | 3:40,48    |
| 8     | Demma Daba             | ETH  | 3:40,57    |

Finale: 22. Juli

#### 5000 m
| Platz | Athlet                  | Land | Zeit (min)  |
| ----- | ----------------------- | ---- | ----------- |
| 1     | Moses Ndiema Kipsiro    | UGA  | 13:12,51 GR |
| 2     | Josphat Kiprono Menjo   | KEN  | 13:12,64    |
| 3     | Tariku Bekele           | ETH  | 13:13,43    |
| 4     | Abraham Cherkose        | ETH  | 13:14,90    |
| 5     | Ali Abdosh              | ETH  | 13:16,21    |
| 6     | Thomas Pkemei Longosiwa | KEN  | 13:17,48    |
| 7     | Ali Abdalla Afrenji     | ERI  | 13:23,65    |
| 8     | Khoudir Aggoune         | ALG  | 13:25,81    |

22. Juli

#### 10.000 m
| Platz | Athlet                    | Land | Zeit (min)  |
| ----- | ------------------------- | ---- | ----------- |
| 1     | Zersenay Tadese           | ERI  | 27:00,30 GR |
| 2     | Tadesse Tola              | ETH  | 27:28,08    |
| 3     | Gebregziabher Gebremariam | ETH  | 27:41,24    |
| 4     | Dickson Marwa             | TAN  | 27:59,91    |
| 5     | Edward Muge               | KEN  | 28:04,86    |
| 6     | Boniface Toroitich Kiprop | UGA  | 28:05,66    |
| 7     | Habtamu Fekadu            | ETH  | 28:06,00    |
| 8     | Samuel Tzegay             | ERI  | 28:21,68    |

19. Juli

#### Halbmarathon
| Platz | Athlet             | Land | Zeit (h)   |
| ----- | ------------------ | ---- | ---------- |
| 1     | Deriba Merga       | ETH  | 1:02:24 GR |
| 2     | Martin Sulle       | TAN  | 1:03:01    |
| 3     | Yonas Kifle        | ERI  | 1:03:19    |
| 4     | Dieudonné Disi     | RWA  | 1:04:04    |
| 5     | John Mutai         | KEN  | 1:04:37    |
| 6     | Yahia Azaidj       | ALG  | 1:04:41    |
| 7     | Samson Kiflemariam | ERI  | 1:05:15    |
| 8     | Tariku Jifar       | ETH  | 1:05:26    |

20. Juli

#### 20 km Gehen
| Platz | Athlet               | Land | Zeit (h)   |
| ----- | -------------------- | ---- | ---------- |
| 1     | Hatem Ghoula         | TUN  | 1:22:33 GR |
| 2     | David Kimutai Rotich | KEN  | 1:24:16    |
| 3     | Mohamed Ameur        | ALG  | 1:25:12    |
| 4     | Hicham Medjber       | ALG  | 1:33:02    |
| 5     | Chernet Mikore       | ETH  | 1:34:03    |
| 6     | Ali Amrouche         | ALG  | 1:37:09    |
| 7     | Tham Huatshwoyo      | RSA  | 1:37:39    |
|       | Marc Mundell         | RSA  | 1:38:26    |

21. Juli

#### 110 m Hürden
| Platz | Athlet                       | Land | Zeit (s) |
| ----- | ---------------------------- | ---- | -------- |
| 1     | Selim Nurudeen               | NGR  | 13,59 GR |
| 2     | Joseph-Berlioz Randriamihaja | MAD  | 13,72    |
| 3     | Shaun Bownes                 | RSA  | 13,81    |
| 4     | Aymen Ben Ahmed              | TUN  | 13,81    |
| 5     | Samuel Okon                  | NGR  | 13,94    |
| 6     | Othmane Hadj Lazib           | ALG  | 14,04    |
| 7     | Ruan de Vries                | RSA  | 14,05    |
| 8     | Idris Abdelrahaman           | EGY  | 14,65    |

Wind: 0,0 m/s
Finale: 19. Juli

#### 400 m Hürden
| Platz | Athlet              | Land | Zeit (s) |
| ----- | ------------------- | ---- | -------- |
| 1     | L. J. van Zyl       | RSA  | 48,74    |
| 2     | Pieter de Villiers  | RSA  | 48,91    |
| 3     | Alwyn Myburgh       | RSA  | 48,91    |
| 4     | Julius Bungei       | KEN  | 49,34    |
| 5     | Kurt Couto          | MOZ  | 50,19    |
| 6     | El Hadji Sethe Mbow | SEN  | 50,94    |
| 7     | O’Neil Wright       | LBR  | 52,56    |
|       | Ibrahima Maïga      | MLI  | DNF      |

Finale: 21. Juli

#### 3000 m Hindernis
| Platz | Athlet            | Land | Zeit (min) |
| ----- | ----------------- | ---- | ---------- |
| 1     | Willy Komen       | KEN  | 8:15,11    |
| 2     | Ezekiel Kemboi    | KEN  | 8:16,93    |
| 3     | Nahom Mesfin      | ETH  | 8:17,21    |
| 4     | Elijah Kipterege  | KEN  | 8:18,13    |
| 5     | Roba Gari         | ETH  | 8:28,43    |
| 6     | Rabia Makhloufi   | ALG  | 8:32,41    |
| 7     | Benjamin Kiplagat | UGA  | 8:34,83    |
| 8     | Ruben Ramolefi    | RSA  | 8:45,15    |

18. Juli

#### 4 × 100 m Staffel
| Platz | Land           | Athleten                                                                  | Zeit (s) |
| ----- | -------------- | ------------------------------------------------------------------------- | -------- |
| 1     | Nigeria        | Isaac Uche Obinna Metu Chinedu Oriala Olusoji Fasuba                      | 38,91    |
| 2     | Südafrika      | Morné Nagel Leigh Julius Lee Roy Newton Sherwin Vries                     | 39,11    |
| 3     | Simbabwe       | Ngonidzashe Makusha Gabriel Mvumvure Brian Dzingai Lewis Banda            | 39,16 NR |
| 4     | Ghana          | Harry Adu-Mfum Samuel Adade Seth Amoo Eric Nkansah                        | 39,59    |
| 5     | Mauritius      | Arnaud Casquette Fernando Augustin Ommanandsing Kowlessur Fabrice Coiffic | 39,64    |
| 6     | Botswana       | Justice Malabi Samuel Kenosi Tlhalosang Molapisi Obakeng Ngwigwa          | 40,07    |
| 7     | Burkina Faso   | Thierry Adanabou Siaka Son Apollinaire Gnima Idrissa Sanou                | 40,17 NR |
| 8     | Elfenbeinküste | Jonathan Williams Marius Loua Siapade Ben Youssef Meïté Éric Pacôme N’Dri | DSQ      |

Finale: 20. Juli

#### 4 × 400 m Staffel
| Platz | Land      | Athleten                                                              | Zeit (min) |
| ----- | --------- | --------------------------------------------------------------------- | ---------- |
| 1     | Botswana  | Gakologelwang Masheto Obakeng Ngwigwa Isaac Makwala California Molefe | 3:03,16    |
| 2     | Nigeria   | Bola Lawal Saul Weigopwa Victor Isaiah James Godday                   | 3:03,99    |
| 3     | Simbabwe  | Nelton Ndebele Talkmore Nyongani Gabriel Chikomo Lewis Banda          | 3:04,84    |
| 4     | Algerien  | Fayçal Cherifi Nabil Madi Malik Louahla Miloud Rahmani                | 3:05,32    |
| 5     | Kenia     | George Kwoba Ezra Sambu Julius Bungei Thomas Musenbi                  | 3:06,38    |
| 6     | Senegal   | Mamadou Gueye El Hadji Sethe Mbow Mamadou Kassé Hann Abdoulaye Wagne  | 3:08,35    |
| 7     | Sudan     | Nagmeldin Ali Abubakr William Filip Mohamed Hafid Abubaker Kaki       | 3:09,37    |
|       | Südafrika | L. J. van Zyl Pieter De Villiers Paul Gorries Alwyn Myburgh           | DNF        |

Finale: 22. Juli

#### Hochsprung
| Platz | Athlet              | Land | Weite (m) |
| ----- | ------------------- | ---- | --------- |
| 1     | Kabelo Kgosiemang   | BOT  | 2,27 =GR  |
| 2     | Abderrahmane Hammad | ALG  | 2,24      |
| 3     | Mohamed Benhadia    | ALG  | 2,20      |
| 3     | Arinze Obiora       | NGR  | 2,20      |
| 5     | Adio Bayo           | NGR  | 2,20      |
| 6     | Boubacar Séré       | BFA  | 2,20      |
| 7     | Ramsey Carelse      | RSA  | 2,15      |
| 7     | Karim Lotfy         | EGY  | 2,15      |

22. Juli

#### Stabhochsprung
| Platz | Athlet              | Land | Weite (m) |
| ----- | ------------------- | ---- | --------- |
| 1     | Abderrahmane Tamada | TUN  | 5,10      |
| 2     | Karim Sène          | SEN  | 5,10      |
| 3     | Hamdi Dhouibi       | TUN  | 4,90      |
| 4     | Syphax Khiari       | ALG  | 4,80      |
| 5     | Jan Blignaut        | RSA  | 4,80      |
| 6     | Guillaume Thierry   | MRI  | 4,60      |

21. Juli

#### Weitsprung
| Platz | Athlet                 | Land | Weite (m) |
| ----- | ---------------------- | ---- | --------- |
| 1     | Gable Garenamotse      | BOT  | 8,08      |
| 2     | Arnaud Casquette       | MRI  | 8,03      |
| 3     | Godfrey Khotso Mokoena | RSA  | 7,99      |
| 4     | Issam Nima             | ALG  | 7,98      |
| 5     | Ndiss Kaba Badji       | SEN  | 7,84      |
| 6     | Tunde Suleiman         | NGR  | 7,76 SB   |
| 7     | Mamadou Chérif Dia     | MLI  | 7,75      |
| 8     | Keenan Watson          | RSA  | 7,62      |

Finale: 22. Juli

#### Dreisprung
| Platz | Athlet             | Land | Weite (m) |
| ----- | ------------------ | ---- | --------- |
| 1     | Ndiss Kaba Badji   | SEN  | 16,80     |
| 2     | Hugo Mamba-Schlick | CMR  | 16,61 NR  |
| 3     | Andrew Owusu       | GHA  | 16,32     |
| 4     | Tuan Wreh          | LBR  | 16,08     |
| 5     | Roger Haitengi     | NAM  | 15,94     |
| 6     | Sewa Sourou        | BEN  | 15,69     |
| 7     | Tumelo Thagane     | RSA  | 15,56     |
| 8     | Relwende Kaboré    | BFA  | 15,55     |

19. Juli

#### Kugelstoßen
| Platz | Athlet           | Land | Weite (m) |
| ----- | ---------------- | ---- | --------- |
| 1     | Yasser Farag     | EGY  | 19,20     |
| 2     | Roelie Potgieter | RSA  | 19,02     |
| 3     | Rached Meddeb    | TUN  | 17,94     |
| 4     | Ali Kamé         | MAD  | 17,91     |
| 5     | Chima Ugwu       | NGR  | 17,16     |
| 6     | Moussa Diarra    | MLI  | 14,69     |

19. Juli

#### Diskuswurf
| Platz | Athlet                | Land | Weite (m) |
| ----- | --------------------- | ---- | --------- |
| 1     | Omar Ahmed el-Ghazaly | EGY  | 62,28     |
| 2     | Yasser Farag          | EGY  | 61,58     |
| 3     | Hannes Hopley         | RSA  | 57,79     |
| 4     | Yemi Ayeni            | NGR  | 57,64     |
| 5     | Ali Khelifa Abdallah  | LYB  | 54,07     |
| 6     | Chima Ugwu            | NGR  | 53,75     |
| 7     | Kenechukwu Ezeofor    | NGR  | 53,51     |

18. Juli

#### Hammerwurf
| Platz | Athlet              | Land | Weite (m) |
| ----- | ------------------- | ---- | --------- |
| 1     | Chris Harmse        | RSA  | 76,73     |
| 2     | Mohsen Anani        | EGY  | 72,00     |
| 3     | Saber Souid         | TUN  | 70,01     |
| 4     | Samir Haouam        | ALG  | 63,96     |
| 5     | Omizi Dauda         | NGR  | 56,65     |
| 6     | Nicolas Li Yun Fong | MRI  | 56,53     |
| 7     | Ibrahim Baba        | NGR  | 55,37     |

21. Juli

#### Speerwurf
| Platz | Athlet                   | Land | Weite (m) |
| ----- | ------------------------ | ---- | --------- |
| 1     | John Robert Oosthuizen   | RSA  | 78,05     |
| 2     | Gerhardus Pienaar        | RSA  | 76,70     |
| 3     | Mohamed Ali Kbabou       | TUN  | 71,77     |
| 4     | Waled Abdelwhab el-Sayed | EGY  | 67,81     |
| 5     | Kenechukwu Ezeofor       | NGR  | 66,29     |
| 6     | Guy Nassel               | CAF  | 54,40     |
| 7     | Edges Bill Neto do Santo | STP  | 40,57     |

22. Juli

#### Zehnkampf
| Platz | Athlet             | Land | Punkte |
| ----- | ------------------ | ---- | ------ |
| 1     | Hamdi Dhouibi      | TUN  | 7838   |
| 2     | Boualem Lamri      | ALG  | 7473   |
| 3     | Larbi Bourrada     | ALG  | 7349   |
| 4     | Ahmed Mohamad Saad | EGY  | 7270   |
| 5     | Guillaume Thierry  | MRI  | 7186   |
| 6     | Terry Wepener      | RSA  | 7085   |
| 7     | Ali Kamé           | MAD  | 7012   |
| 8     | Mourad Souissi     | ALG  | 4264   |

18. /19. Juli

### Frauen

#### 100 m
| Platz | Athlet                | Land | Zeit (s) |
| ----- | --------------------- | ---- | -------- |
| 1     | Oludamola Osayomi     | NGR  | 10,90    |
| 2     | Constance Mkenku      | RSA  | 11,27    |
| 3     | Vida Anim             | GHA  | 11,33    |
| 4     | Ene Franca Idoko      | NGR  | 11,46    |
| 5     | Amandine Allou Affoué | CIV  | 11,52    |
| 6     | Gloria Kemasuode      | NGR  | 11,53    |
| 7     | Delphine Atangana     | CMR  | 11,53    |
| 8     | Cynthia Niako         | CIV  | 11,59    |

Finale: 19. Juli
Wind: +0,6 m/s

#### 200 m
| Platz | Athlet                | Land | Zeit (s) |
| ----- | --------------------- | ---- | -------- |
| 1     | Oludamola Osayomi     | NGR  | 23,21    |
| 2     | Vida Anim             | GHA  | 23,29    |
| 3     | Amandine Allou Affoué | CIV  | 23,44    |
| 4     | Kadiatou Camara       | MLI  | 23,48    |
| 5     | Amantle Montsho       | BOT  | 23,71    |
| 6     | Constance Mkenku      | RSA  | 23,74    |
| 7     | Louise Ayétotché      | CIV  | 23,88    |
| 8     | Cindy Stewart         | RSA  | 24,04    |

Finale: 22. Juli
Wind: −0,8 m/s

#### 400 m
| Platz | Athlet              | Land | Zeit (s) |
| ----- | ------------------- | ---- | -------- |
| 1     | Amantle Montsho     | BOT  | 51,13 NR |
| 2     | Joy Eze             | NGR  | 51,20    |
| 3     | Folashade Abugan    | NGR  | 51,44    |
| 4     | Nawal El Jack       | SUD  | 51,83    |
| 5     | Christy Ekpukhon    | NGR  | 51,90    |
| 6     | Estie Wittstock     | RSA  | 52,56    |
| 7     | Tjipekapora Herunga | NAM  | 53,13    |
| 8     | Kou Luogon          | LBR  | 54,08    |

Finale: 20. Juli

#### 800 m
| Platz | Athlet                         | Land | Zeit (min) |
| ----- | ------------------------------ | ---- | ---------- |
| 1     | Leonor Piuza                   | MOZ  | 2:02,83    |
| 2     | Agnes Samaria                  | NAM  | 2:03,17    |
| 3     | Nahida Touhami                 | ALG  | 2:03,79    |
| 4     | Lebogang Phalula               | RSA  | 2:06,27    |
| 5     | Caroline Jepchirchir Chepkwony | KEN  | 2:06,36    |
| 6     | Charity Wandia                 | KEN  | 2:06,42    |
| 7     | Elizet Banda                   | ZAM  | 2:07,20    |
| 8     | Fatimmoh Muhammed              | LBR  | 2:07,43    |

Finale: 19. Juli

#### 1500 m
| Platz | Athlet                   | Land | Zeit (min) |
| ----- | ------------------------ | ---- | ---------- |
| 1     | Gelete Burka             | ETH  | 4:06,89    |
| 2     | Veronica Nyaruai         | KEN  | 4:09,11    |
| 3     | Agnes Samaria            | NAM  | 4:09,18    |
| 4     | Meskerem Assefa          | ETH  | 4:09,83    |
| 5     | Nahida Touhami           | ALG  | 4:12,34    |
| 6     | René Kalmer              | RSA  | 4:12,38    |
| 7     | Margaret Wangari Muriuki | KEN  | 4:13,70    |
| 8     | Fatma Lanouar            | TUN  | 4:14,39    |

Finale: 22. Juli

#### 5000 m
| Platz | Athlet                | Land | Zeit (min) |
| ----- | --------------------- | ---- | ---------- |
| 1     | Meseret Defar         | ETH  | 15:02,72   |
| 2     | Meselech Melkamu      | ETH  | 15:03,86   |
| 3     | Sylvia Jebiwott Kibet | KEN  | 15:06,39   |
| 4     | Esther Maina          | KEN  | 15:14,05   |
| 5     | Simret Sultan         | ERI  | 15:16,33   |
| 6     | Workitu Ayanu         | ETH  | 15:33,27   |
| 7     | Meraf Bahta           | ERI  | 15:56,30   |
| 8     | Sharon Tavengwa       | ZIM  | 16:01,78   |

18. Juli

#### 10.000 m
| Platz | Athlet                  | Land | Zeit (min)  |
| ----- | ----------------------- | ---- | ----------- |
| 1     | Mestawet Tufa           | ETH  | 31:26,05    |
| 2     | Edith Masai             | KEN  | 31:31,18    |
| 3     | Irene Kwambai Kipchumba | KEN  | 31:36,78    |
| 4     | Ashu Kasim              | ETH  | 32:09,67    |
| 5     | Teyba Erkesso           | ETH  | 32:47,25    |
| 6     | Furtuna Zegergish       | ERI  | 33:24,87 NR |
| 7     | Angeline Nyiransabimana | RWA  | 33:51,27    |
| 8     | Francine Nizigiyimana   | BDI  | 34:25,78    |

21. Juli

#### Halbmarathon
| Platz | Athlet                | Land | Zeit (h) |
| ----- | --------------------- | ---- | -------- |
| 1     | Souad Aït Salem       | ALG  | 1:13:35  |
| 2     | Atsede Baysa          | ETH  | 1:13:54  |
| 3     | Kenza Dahmani         | ALG  | 1:14:40  |
| 4     | Ruth Kutol            | KEN  | 1:15:14  |
| 5     | Helalia Johannes      | NAM  | 1:15:27  |
| 6     | Gishu Mindaye         | ETH  | 1:16:19  |
| 7     | Tabitha Tsatsa        | ZIM  | 1:17:33  |
| 8     | Nasria Baghdad-Azaïdj | ALG  | 1:17:46  |

19. Juli

#### 20 km Gehen
| Platz | Athlet             | Land | Zeit (h) |
| ----- | ------------------ | ---- | -------- |
| 1     | Chaima Trabelsi    | TUN  | 1:49:13  |
| 2     | Mercy Njoki        | KEN  | 1:49:18  |
| 3     | Asnakch Ararissa   | ETH  | 1:49:29  |
| 4     | Ghania Amzal       | ALG  | 1:49:39  |
| 5     | Bahia Boussad      | ALG  | 1:51:56  |
| 6     | Ruzaan Harris      | RSA  | 1:52:36  |
| 7     | Grace Wanjiru Njue | KEN  | 1:52:53  |
| 8     | Nagwa Ebrahim Aly  | EGY  | 1:53:19  |

19. Juli

#### 100 m Hürden
| Platz | Athlet            | Land | Zeit (s) |
| ----- | ----------------- | ---- | -------- |
| 1     | Olutoyin Augustus | NGR  | 13,23    |
| 2     | Jessica Ohanaja   | NGR  | 13,27    |
| 3     | Fatmata Fofanah   | GUI  | 13,76    |
| 4     | Béatrice Kamboulé | BFA  | 13,76    |
| 5     | Gnima Faye        | SEN  | 13,85    |
| 6     | Rosina Amenebede  | GHA  | 13,85    |
| 7     | Alyma Soura       | BFA  | 13,94    |
| 8     | Samira Harrouche  | ALG  | 14,41    |

Finale: 20. Juli
Wind: +1,3 m/s

#### 400 m Hürden
| Platz | Athlet               | Land | Zeit (s) |
| ----- | -------------------- | ---- | -------- |
| 1     | Muna Jabir Adam      | SUD  | 54,93 NR |
| 2     | Aïssata Soulama      | BFA  | 55,49 NR |
| 3     | Muizat Ajoke Odumosu | NGR  | 55,80    |
| 4     | Houria Moussa        | ALG  | 57,35    |
| 5     | Florence Wasike      | KEN  | 57,37    |
| 6     | Caren Nyakawa        | KEN  | 58,26    |
| 7     | Gladys Stephens      | NGR  | 58,98    |
| 8     | Janet Wienand        | NGR  | 61,14    |

Finale: 22. Juli

#### 3000 m Hindernis
| Platz | Athlet                | Land | Zeit (min)  |
| ----- | --------------------- | ---- | ----------- |
| 1     | Ruth Bisibori Nyangau | KEN  | 09:31,99 GR |
| 2     | Mekdes Bekele         | ETH  | 09:49,95    |
| 3     | Netsanet Achamo       | ETH  | 09:51,63    |
| 4     | Tebogo Masehla        | RSA  | 09:55,10    |
| 5     | Mercy Wanjiku Njoroge | KEN  | 10:07,48    |
| 6     | Mana Durka            | SUD  | 10:25,71    |
| 7     | Thandi Malinde        | RSA  | 10:48,67    |
| 8     | Khadidja Touati       | ALG  | 11:09,98    |

20. Juli

#### 4 × 100 m Staffel
| Platz | Land           | Athleten                                                                 | Zeit (s) |
| ----- | -------------- | ------------------------------------------------------------------------ | -------- |
| 1     | Ghana          | Mariama Salifu Esther Dankwah Gifty Addy Vida Anim                       | 43,84    |
| 2     | Nigeria        | Gladys Nwabani Endurance Ojokolo Emem Edem Oludamola Osayomi             | 43,85    |
| 3     | Elfenbeinküste | Brali Judith Djaman Louise Ayétotché Cynthia Niako Amandine Allou Affoué | 44,48    |
| 4     | Senegal        | Gnima Faye Fatou Bintou Fall Maty Salame Aminata Diouf                   | 45,26    |
| 5     | Simbabwe       | Tamla Denise Pietersen Sandra Chimwaza Sophia Chirairo Nobuhle Ncube     | 45,84    |
| 6     | Kenia          | Joy Sakari Ziporah Ratemo Florence Wasike Elizabeth Muthuka              | 46,24    |
|       | Kamerun        | Sergine Kouanga Nadege Feumba Joséphine Mbarga-Bikié Delphine Atangana   | DNF      |

Finale: 20. Juli

#### 4 × 400 m Staffel
| Platz | Land      | Athleten                                                                               | Zeit (min) |
| ----- | --------- | -------------------------------------------------------------------------------------- | ---------- |
| 1     | Nigeria   | Folashade Abugan Joy Eze Sekinat Adesanya Christy Ekpukhon                             | 3:29,74    |
| 2     | Südafrika | Estie Wittstock Amanda Kotze Tihanna Vorster Tsholofelo Selemela                       | 3:33,62    |
| 3     | Sudan     | Nawal El Jack Faiza Omar Hind Musa Muna Jabir Adam                                     | 3:34,84 NR |
| 4     | Senegal   | Mame Fatou Faye Seynabou Paye Ndèye Fatou Soumah Fatou Bintou Fall                     | 3:34,88    |
| 5     | Kenia     | Elizabeth Muthuka Josephine Nyarunda Zipporah Ratemo Charity Wandia                    | 3:37,37    |
| 6     | Algerien  | Amel Zigher Zehra Bouras Souheir Bouali Houria Moussa                                  | 3:39,84    |
| 7     | Simbabwe  | Sandra Chimwaza Tamla Denise Pietersen Sheron Tavengwa Sophia Chirairo                 | 3:49,62    |
| 8     | Ruanda    | Epiphanie Uwintije Lamberte Nyabamikazi Clementine Nyiraguhirwa Jeanne D’Arc Uwamahoro | 4:01,16    |

22. Juli

#### Hochsprung
| Platz | Athlet              | Land | Höhe (m) |
| ----- | ------------------- | ---- | -------- |
| 1     | Doreen Amata        | NGR  | 1,89     |
| 2     | Anika Smit          | RSA  | 1,89     |
| 3     | Marcoleen Pretorius | RSA  | 1,83     |
| 4     | Rene van der Merwe  | RSA  | 1,83     |
| 5     | Nneka Ukuh          | NGR  | 1,79     |
| 6     | Rim Hussin Abdallah | EGY  | 1,70     |
|       | Arlette Ngadjama    | CAF  | NM       |

19. Juli

#### Stabhochsprung
| Platz | Athlet            | Land | Höche (m) |
| ----- | ----------------- | ---- | --------- |
| 1     | Leila Ben Youssef | TUN  | 3,85      |
| 2     | Ahmed Eman Nesrim | EGY  | 3,60      |
| 3     | Eva Thornton      | RSA  | 3,30      |
|       | Sonia Halliche    | ALG  | NM        |
|       | Ouahiba Hameras   | ALG  | NM        |

19. Juli

#### Weitsprung
| Platz | Athlet                 | Land | Weite (m) |
| ----- | ---------------------- | ---- | --------- |
| 1     | Janice Josephs         | RSA  | 6,79      |
| 2     | Blessing Okagbare      | NGR  | 6,46      |
| 3     | Yah Koïta              | MLI  | 6,35 w    |
| 4     | Chinazou Amadi         | NGR  | 6,33      |
| 5     | Joséphine Mbarga-Bikié | CMR  | 6,19      |
| 6     | Brenda Faluada         | NGR  | 6,07      |
| 7     | Maty Salame            | SEN  | 5,98      |
| 8     | Moufida Anime          | ALG  | 5,94      |

21. Juli

#### Dreisprung
| Platz | Athlet               | Land | Weite (m) |
| ----- | -------------------- | ---- | --------- |
| 1     | Yamilé Aldama        | SUD  | 14,46     |
| 2     | Chinonye Ohadugha    | NGR  | 14,21     |
| 3     | Otonye Iworima       | NGR  | 13,83     |
| 4     | Blessing Okagbare    | NGR  | 13,77     |
| 5     | Camélia Sahnoune     | ALG  | 13,32     |
| 6     | Rapitsara Volazandry | MAD  | 13,12     |
| 7     | Béatrice Kamboulé    | BFA  | 13,05     |
| 8     | Nana Blakime         | TOG  | 12,21     |

18. Juli

#### Kugelstoßen
| Platz | Athlet                | Land | Weite (m) |
| ----- | --------------------- | ---- | --------- |
| 1     | Vivian Chukwuemeka    | NGR  | 17,60     |
| 2     | Simoné du Toit        | RSA  | 16,77     |
| 3     | Veronica Abrahamse    | RSA  | 15,75     |
| 4     | Monique Ngo Ngoué     | CMR  | 15,18     |
| 5     | Mariam Nnodo Ibekne   | NGR  | 15,06     |
| 6     | Wafaa Ismail Baghdadi | EGY  | 14,65     |
| 7     | Coulibaly Nakani      | MLI  | 12,35     |

22. Juli

#### Diskuswurf
| Platz | Athlet               | Land | Weite (m) |
| ----- | -------------------- | ---- | --------- |
| 1     | Elizna Naudé         | RSA  | 58,40     |
| 2     | Monia Kari           | TUN  | 55,15     |
| 3     | Vivian Chukwuemeka   | NGR  | 52,52     |
| 4     | Kazai Suzanne Kragbé | CIV  | 51,43     |
| 5     | Simoné du Toit       | RSA  | 51,12     |
| 6     | Lindy Leveau         | SEY  | 42,47     |

21. Juli

#### Hammerwurf
| Platz | Athlet                | Land | Weite (m) |
| ----- | --------------------- | ---- | --------- |
| 1     | Marwa Hussein         | EGY  | 65,70     |
| 2     | Susan Olufunke Adeoye | NGR  | 64,04     |
| 3     | Florence Ezeh         | TOG  | 59,55     |
| 4     | Vivian Chukwuemeka    | NGR  | 58,15     |
| 5     | Amina Saada           | ALG  | 51,71     |

19. Juli

#### Speerwurf
| Platz | Athlet            | Land | Weite (m) |
| ----- | ----------------- | ---- | --------- |
| 1     | Justine Robbeson  | RSA  | 58,09     |
| 2     | Lindy Agricole    | SEY  | 56,49     |
| 3     | Sunette Viljoen   | RSA  | 54,46     |
| 4     | Miriam Mukulama   | ZAM  | 50,55 NR  |
| 5     | Cecilia Kiplangat | KEN  | 49,74     |
| 6     | Annet Kabasindi   | UGA  | 49,61     |
| 7     | Sorochukwu Ihuefo | NGR  | 45,44     |
| 8     | Monique Djikada   | CMR  | 45,10     |

20. Juli

#### Siebenkampf
| Platz | Athlet            | Land | Punkte |
| ----- | ----------------- | ---- | ------ |
| 1     | Margaret Simpson  | GHA  | 6278   |
| 2     | Patience Okoro    | NGR  | 5161   |
| 3     | Béatrice Kamboulé | BFA  | 4994   |
| 4     | Nadège Essama Foe | TOG  | 4469   |
| 5     | Katia Amokrane    | ALG  | 4286   |
| 6     | Viviana Olaman    | GEQ  | 3961   |

20./21. Juli

## Abkürzungen
| - WR = Weltrekord - WJR = Juniorenweltrekord - OR = olympischer Rekord - YOR = olympischer Jugendrekord - AR = Kontinentalrekord - AJR = Juniorenkontinentalrekord - NR = nationaler Rekord - NJR = nationaler Juniorenrekord - CR = Meisterschaftsrekord - MR = Veranstaltungsrekord | - WB = Weltbestleistung - WJB = Juniorenweltbestleistung - WYB = Jugendweltbestleistung - AB = Kontinentbestleistung - AJB = Juniorenkontinentalbestleistung - AYB = Jugendkontinentalbestleistung - NB = nationale Bestleistung - NJB = nationale Juniorenbestleistung - NYB = nationale Jugendbestleistung | - PB = persönliche Bestleistung - SB = persönliche Saisonbestleistung - QB = Qualifikationsbestleistung - WL = Weltjahresbestleistung - WJL = Juniorenweltjahresbestleistung - WYL = Jugendweltjahresbestleistung - DSQ = disqualifiziert (engl. Disqualified) - DNS = Wettkampf nicht angetreten (engl. Did Not Start) - DNF = Wettkampf nicht beendet (engl. Did Not Finish) |